# Toản tập Thiên Nam tứ chí lộ đồ thư

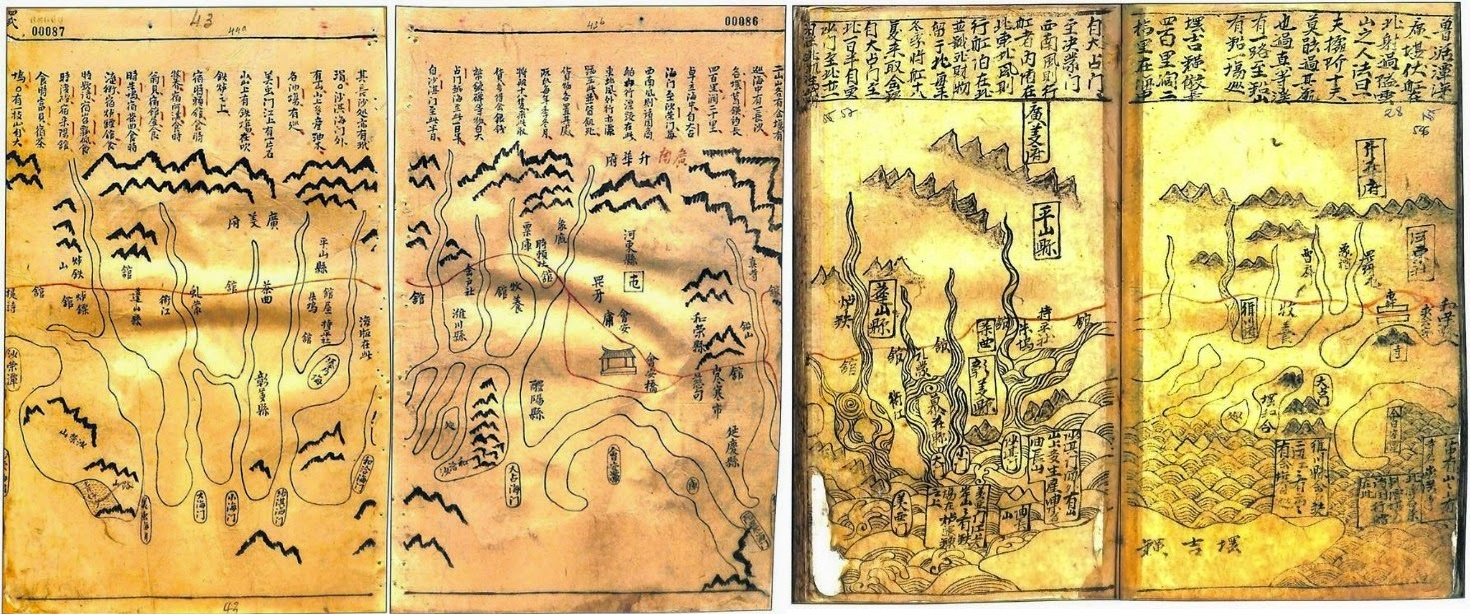
Toản tập Thiên Nam tứ chí lộ đồ thư do Đạo Phủ soạn

Toản tập Thiên Nam tứ chí lộ đồ thư (tiếng Trung: 天南四至路圖, nghĩa là Tập bản đồ chỉ dẫn đi đường ở trời Nam) là một sách, bản đồ thể hiện bốn phương của Việt Nam dưới triều Lê trung hưng thời Trịnh – Nguyễn phân tranh, trong đó có quần đảo Hoàng Sa do Đạo Phủ soạn vào thế kỷ XVII.
Đây là một trong số ít tư liệu xưa liên quan đến chủ quyền của Việt Nam với hai quần đảo Hoàng Sa và quần đảo Trường Sa, bên cạnh là: Phủ biên tạp lục của Lê Quý Đôn, Lịch triều hiến chương loại chí của Phan Huy Chú và số còn lại.
Ngoài ra, nhan đề sách có hai chữ "Toản tập" có nghĩa là tập sách tập hợp các công trình, nên Đạo Phủ đã gộp thêm các công trình trước đó.

## Tác giả

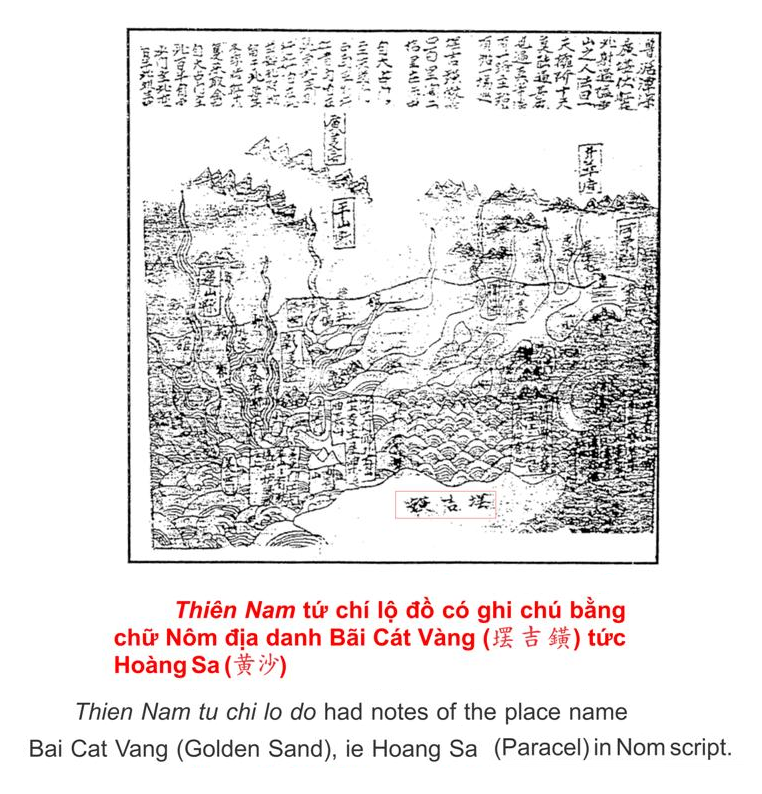
Thiên Nam Tứ Chí Lộ Đồ Thư

Tác giả là nho sinh trúng thức Ðỗ Bá Công tự Ðạo Phủ soạn, người Bích Triều, huyện Thanh Giang (Nghệ An hiện nay). Đỗ Bá Công sưu tập, soạn vẽ và chính thức hoàn thành theo lệnh của chúa Trịnh những năm niên hiệu Chính Hòa (1680–1705),  dưới triều vua Lê Hy Tông (1676–1705). Đây là bộ bản đồ địa lý thứ hai của Việt Nam, sau bộ Hồng Đức bản đồ, được soạn vẽ theo chỉ dụ của vua Lê Thánh Tông (1460–1497) và ban hành năm 1490.
Sau khi trứng thức, Đạo Phủ làm quan một thời gian rồi từ quan, ông giả làm thương nhân ở sông Lam. Ông du qua vùng biển Thuận Quảng (nay là dải đất từ Quảng Trị đến Khánh Hòa), qua các nước Chiêm Thành, Chân Lạp. Ông xem xét núi sông, đường biển xa gần, rồi vẽ bản đồ mang ra Bắc, hiến kế 'nam chinh' mở rộng biên cương cho quốc gia. Chúa Trịnh Cán rất mừng, mang bản đồ cất đi. Sau đó chúa lại trưng dụng ông soạn vẽ cho “Tứ chí lộ đồ” hay còn gọi là bộ sách Toản tập Thiên Nam tứ chí lộ đồ thư.
Toản tập Thiên Nam tứ chí lộ đồ thư được chép gộp cùng nhiều tác phẩm khác trong một tập sách gồm 6 phần khác nhau, được gọi chung Hồng Đức bản đồ (洪德本圖). Trong đó tác phẩm nằm ở phần thứ 3, phần này gồm 4 quyển, mỗi quyền kèm theo bản đồ có chỉ dẫn là:
1. Quyển 1 là Tự Thăng Long chí Chiêm Thành quốc (自昇龍至占城國) gồm bản đồ và chỉ dẫn đường đi từ kinh đô Thăng Long đến nước Chiêm Thành. Lời chú về Hoàng Sa nằm trong quyển này.
2. Quyển 2 là  Kinh kỳ chí Khâm châu, Niệm châu (京畿至欽州念州) ghi chép về đường đi từ kinh đô Thăng Long đến châu Khâm và châu Niệm ở Quảng Đông (Trung Quốc).
3. Quyển 3 là Tự Phụng Thiên chí Quảng Tây, Vân Nam (自奉天至廣西雲南) ghi chép về đường đi từ phủ Phụng Thiên (Việt Nam) đến Quảng Tây và Vân Nam (Trung Quốc).
4. Quyển 4 là Tự kinh thành chí bắc quan môn (自京城至北關門) ghi chép về đường đi từ Thăng Long đến ải bắc (Lạng Sơn).

## Tác phẩm
Xét lịch sử Việt Nam, đất nước bị chia cắt 2 lần. Trong thời gian đó danh xưng chính quyền phía bên này, bị phe bên kia gọi bằng tên khác; bởi vậy khi đọc sách về thời kỳ này, chỉ cần xem cách xưng hô cũng có thể đoán được gốc gác của tác giả. Ví như dưới thời Trịnh – Nguyễn phân tranh trên hai thế kỷ về trước, các sách Toản tập Thiên Nam tứ chí lộ đồ thư của Ðỗ Bá Công hoặc Phủ biên tạp lục của Lê Quý Ðôn đều gọi miền Nam Đàng Ngoài – chúa Nguyễn là “Nguyễn thị” (họ Nguyễn), chứ không gọi là Nguyễn Vương hay Nguyễn triều; điều này chứng tỏ hai tác gỉả thuộc phe miền Bắc Đàng Trong – chúa Trịnh. Tra thêm Đại Nam nhất thống chí lại được biết thời đầu nhà Lê, huyện Thanh Chương cũ thuộc tỉnh Nghệ An hiện nay tên gọi là Thanh Giang, điều này có thể khẳng định rằng tác giả là người miền bắc sông Gianh.

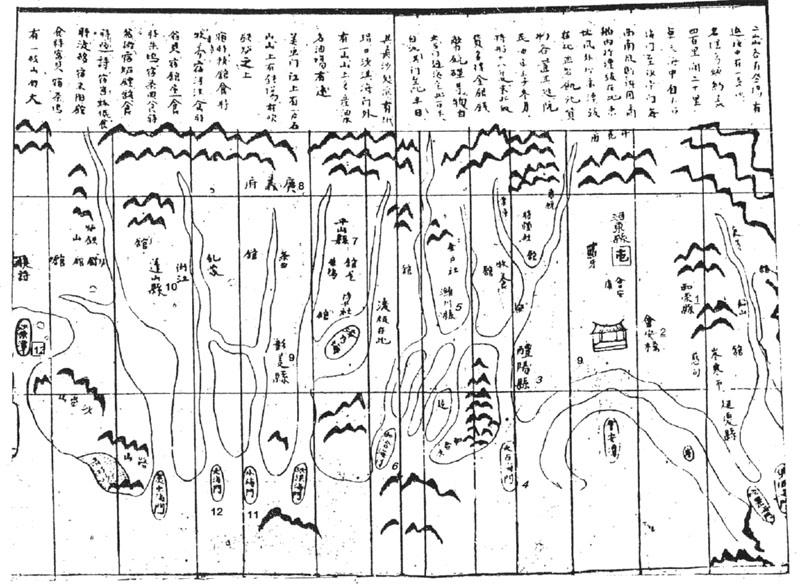
Chú giải của Quyển 1: Tự Thăng Long chí Chiêm Thành quốc:
(1): Hoà Vang huyện: huyện Hoà Vang cũ, nay thuộc Đà Nẵng.
(2): Hội An: thành phố Hội An cũ, nay là một số phường thuộc Đà Nẵng.
(3): Lễ Dương huyện: huyện Thăng Bình cũ, nay thuộc Đà Nẵng.
(4): Ðại Chiêm hải môn: nghĩa là "Cửa biển Ðại Chiêm" tức cửa Ðại gần phố cổ Hội An, ngoài biển có cù lao Chàm, tên xưa gọi là đảo Ðại Chiêm.
(5): Duy Xuyên huyện: huyện Duy Xuyên cũ, nay thuộc Đà Nẵng.
(6): Hoà Hợp hải môn: nghĩa là "Cửa biển Hoà Hợp" tức vũng An Hoà, chỗ cửa sông Tam Kỳ, Đà Nẵng.
(7): Bình Sơn huyện: tức huyện Bình Sơn cũ, nay thuộc Quảng Ngãi.
(8): Quảng Ngãi phủ: thời chúa Nguyễn tỉnh Quảng Ngãi được gọi là phủ.
(9): Chương Nghĩa huyện: tương đương với huyện Tư Nghĩa cũ và một phần huyện Nghĩa Hành cũ, nay thuộc Quảng Ngãi.
(10): Bồng Sơn huyện: tức huyện Bồng Sơn cũ, nay thuộc Gia Lai.
(11): Tiểu hải môn.
(12): Ðại hải môn.
(13): Sa Vinh đàm: đầm Sa Vinh tức Sa Huỳnh, chỗ tiếp giáp Quảng Ngãi và Gia Lai (Bình Ðịnh cũ).

Về Hồng Ðức bản đồ nêu lên trong sách, Học giả Trần Văn Giáp – tác giả Tìm hiểu kho sách Hán Nôm, sau khi nghiên cứu, đã nhận xét ở trang 345 rằng: 
"Tuy chép lại bản đồ thời Lê Thánh Tông, nhưng người chép không tôn trọng nguyên bản, đã thêm một số tên đương thời, nên cần phải làm việc hiệu khảo mới kết luận được. Bởi vậy chúng tôi căn cứ vào các địa danh có thể đọc và xác minh được, lược xem bản đồ từ phải sang trái; chỗ đánh số 1 tức huyện Hoà Vang, Đà Nẵng đến số 13 tức Sa Vinh hay Sa Huỳnh, vị trí phía nam cuối tỉnh Quảng Ngãi. Sở dĩ cho Sa Vinh là Sa Huỳnh, vì căn cứ vào sách kiêng chữ huý thì vào năm Thiệu Trị thứ 4 [1844], tên người, tên đất cấm dùng chữ vinh [榮], nên địa danh Sa Vinh kề từ đó có thể được đổi thành Sa Huỳnh. Lại cần lưu ý thêm 3 chữ “Quảng Ngãi phủ” tại số 8, theo Đại Nam nhất thống chí xác định thời chúa Nguyễn Hoàng, năm Nhâm Dần [1602] đổi phủ Tư Nghĩa thành phủ Quảng Nghĩa, thời Tây Sơn đổi là phủ Hoà Nghĩa; vậy có đủ cơ sở để kết luận rằng cuốn sách và bản đồ được hoàn thành vào thời Trịnh Nguyễn phân tranh khoảng thế kỷ thứ 17, 18."
Vị trí cửa biển Ðại Chiêm (số 4) trên bản đồ, tương đương với cửa Ðại, sông Thu Bồn; phía đông cách cửa Ðại gần 20 km có cù lao Chàm mà tên xưa gọi là đảo Ðại Chiêm. Theo tác gỉả thì từ đó đến Bãi Cát Vàng [đảo Hoàng Sa] hành trình mất một ngày rưỡi tức 36 giờ. Hãy dùng con số 135 hải lý tức 249,75 km [1,852 km.135=249,75 km] tính từ đảo gần nhất tại Hoàng Sa tới Quảng Ngãi, chia cho 36 giờ, thì tốc độ giờ khoảng 7 km. Trong bài thơ "Quê hương" của thi sĩ Tế Hanh – quê ở Quảng Ngãi, có nhắc đến tốc độ giờ trên.

## Nội dung
Đây là sách ghi chép và bản đồ đầu tiên khẳng định quần đảo Hoàng Sa là của Việt Nam. Tập “Tứ chí lộ đồ” vẽ có: 53 phủ, 181 huyện, 49 châu, 14 làng, 8.992 xã, 205 thôn, 335 trang, 451 sách, 43 sở, 442 động, 41 trại. 67 phường, 10 vạn, 8 nhà, 2 tuần, 1 quan, 2 giác, 15 nguyên, 15 châu. Riêng Thuận Hóa có 2 phủ, 8 huyện, 4 châu, Quảng Nam có 3 phủ 9 huyện. Trong tập bản đồ này có rất nhiều thông tin về chủ quyền lãnh thổ quốc gia, đặc biệt là bản đồ quần đảo Hoàng Sa.

### Quyển 1
Nguyên bản Quyển 1 của toản tập có vẽ hình dải cát ở giữa biển, có quy mô rộng lớn, nằm ở ngoài khơi phủ Quảng Nghĩa, ngang với cửa Đại Chiêm (cửa Đại) ở phía bắc, cửa Sa Kỳ ở phía nam, với tên Nôm là Bãi Cát Vàng, cùng lời chú giải:
Nguyên văn:
| “ | 海中有一長沙名𡓁葛鐄約長四百里濶二十里卓立海中自大占海門至沙榮門每西南風則諸國商舶内行漂跋在此東北風外行亦漂跋在此並皆飢死貨物各置其處阮氏每年季冬月持船十八隻來此取貨多得金銀錢弊銃彈等物自大占門越海至此一日半自沙淇門至此半日其長沙處亦有玳瑁沙淇海門外有一山山上多產油木名油塲有巡 … | ” |

Phiên âm:
| “ | Hải trung hữu nhất Trường Sa, danh Bãi Cát Vàng ước trường tứ bách lý, khoát nhị thập lý, trác lập hải trung. Tự Đại Chiêm hải môn chí Sa Vinh môn, mỗi tây nam phong, tắc chư quốc thương bạc nội hành phiêu bạt tại thử, Đông Bắc phong, ngoại hành diệc phiêu bạt tại thử, tịnh giai cơ tử. Hóa vật các trí kỳ xứ. Nguyễn thị mỗi niên quý đông nguyệt trì thuyền thập bát chích, lai thử thủ hoá, đa đắc kim ngân tiền tệ súng đạn đẳng vật. Tự Đại Chiêm môn việt hải chí thử nhất nhật bán. Tự Sa Kỳ môn chí thử bán nhật. Kỳ trường sa xứ diệc hữu đại mạo. Sa Kỳ hải môn ngoại hữu nhất sơn, sơn thượng đa sản du mộc, danh du trường, hữu tuần… | ” |

Dịch nghĩa:
| “ | Giữa biển có một dải cát dài, gọi là Bãi Cát Vàng, dài độ 400 dặm, rộng 20 dặm đứng dựng giữa biển. Từ cửa biển Đại Chiêm đến cửa Sa Vinh mỗi lần có gió tây nam thì thương thuyền các nước đi ở phía trong trôi dạt ở đây, đều cùng chết đói hết cả. Hàng hóa thì đều để nơi đó. Họ Nguyễn mỗi năm vào tháng Chạp đưa 18 chiếc thuyền đến đây lấy hàng hóa, được phần nhiều là vàng bạc tiền tệ súng đạn. Từ cửa Đại Chiêm vượt biển đến đây thì phải mất một ngày rưỡi. Từ cửa Sa Kỳ đến đây thì phải nửa ngày. Chỗ bãi cát dài ấy cũng có đồi mồi. Ngoài cửa biển Sa Kỳ có một hòn núi, trên núi sản xuất phần nhiều là cây dầu, gọi là trường dầu, có đặt quan tuần sát… | ” |

Ngoài ra còn có bản phiên âm có trong Hồng Đức bản đồ Đông Dương văn khố.

## Ý nghĩa
Mặc dù sự mô tả địa lý trong tác phẩm chưa thật chính xác so với thực tế nhưng cũng cho thấy rõ ràng Nhà nước Việt Nam thời xưa đã chiếm hữu, chính thức khai thác "Bãi cát vàng" (quần đảo Hoàng Sa và quần đảo Trường Sa). Như vậy là, Toản tập Thiên Nam tứ chí lộ đồ thư có thể coi là văn kiện của nhà nước, một tài liệu chính thức của quốc gia. Những thông tin thể hiện trong bộ "đồ thư" này cho thấy rõ ràng cương giới xứ Đàng Trong do chúa Nguyễn quản lý từ cuối thế kỷ XVI đã mở rộng ra khu vực các quần đảo ở giữa Biển Đông. Tên gọi nôm na mà nhân dân xứ Đàng Trong đặt cho hai quần đảo san hô là "Bãi cát vàng", rồi chuyển sang âm Hán–Việt là "Hoàng Sa", "Hoàng Sa chử" để sử dụng chính thức trong các văn kiện, tài liệu của triều đình thời Lê và Nguyễn, như trong Đại Nam thực lục, Đại Nam nhất thống chí, Đại Nam nhất thống toàn đồ, tên gọi này được dùng để chỉ chung cả hai quần đảo Hoàng Sa, Trường Sa ngày nay.

## Nhận xét
Bên cạnh, ý nghĩa – làm giá trị tác phẩm được nâng cao. Thì một số danh nhân Việt Nam cũng nhận xét, gia tăng tính đề cao cho tác phẩm:
TSKH Trần Đức Anh Sơn cho biết: “Điều đặc biệt là tuy đoạn văn này được viết bằng chữ Hán nhưng riêng 3 chữ Bãi Cát Vàng thì được ghi bằng chữ Nôm, là thứ chữ của riêng người Việt. Điều này chứng tỏ từ cuối thế kỷ XVII, người Việt Nam đã làm chủ Hoàng Sa và đã đặt tên cho quần đảo này một cái tên thuần Việt là Bãi Cát Vàng”.
Bên cạnh đó, cũng còn rất nhiều danh nhân có học vị, học hàm cao đưa ra lời bình về tác phẩm.

## Hình ảnh

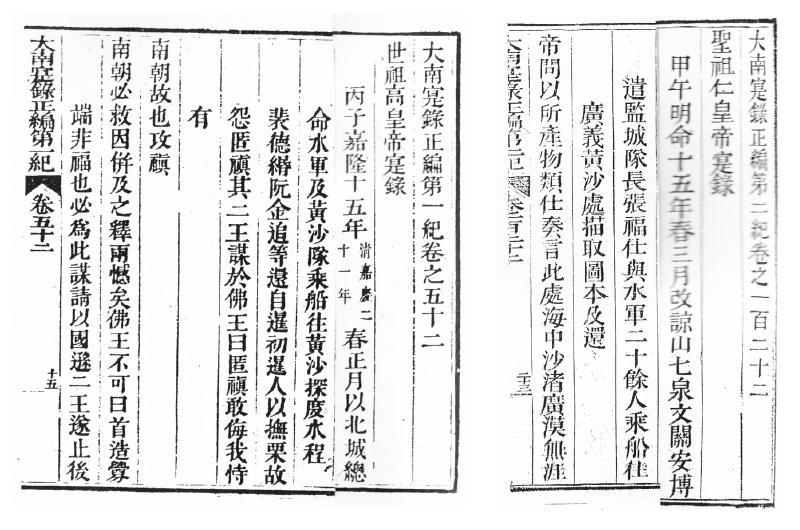
Ghi chép về quần đảo Hoàng Sa trong Đại Nam thực lục.
Bản đồ quần đảo Hoàng Sa, 1827. Biểu thị quần đảo Hoàng Sa là một phần của Nam Kỳ.
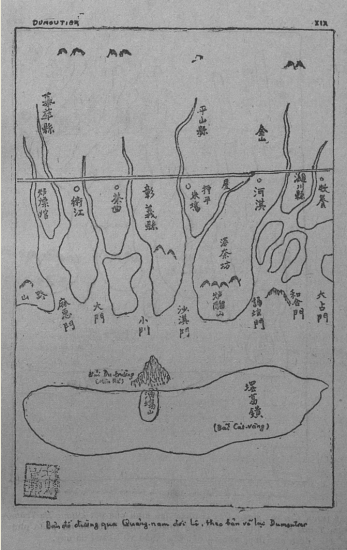
Bản đồ qua Quảng Nam xưa, có biểu thị "Bãi cát vàng" tức Hoàng Sa.
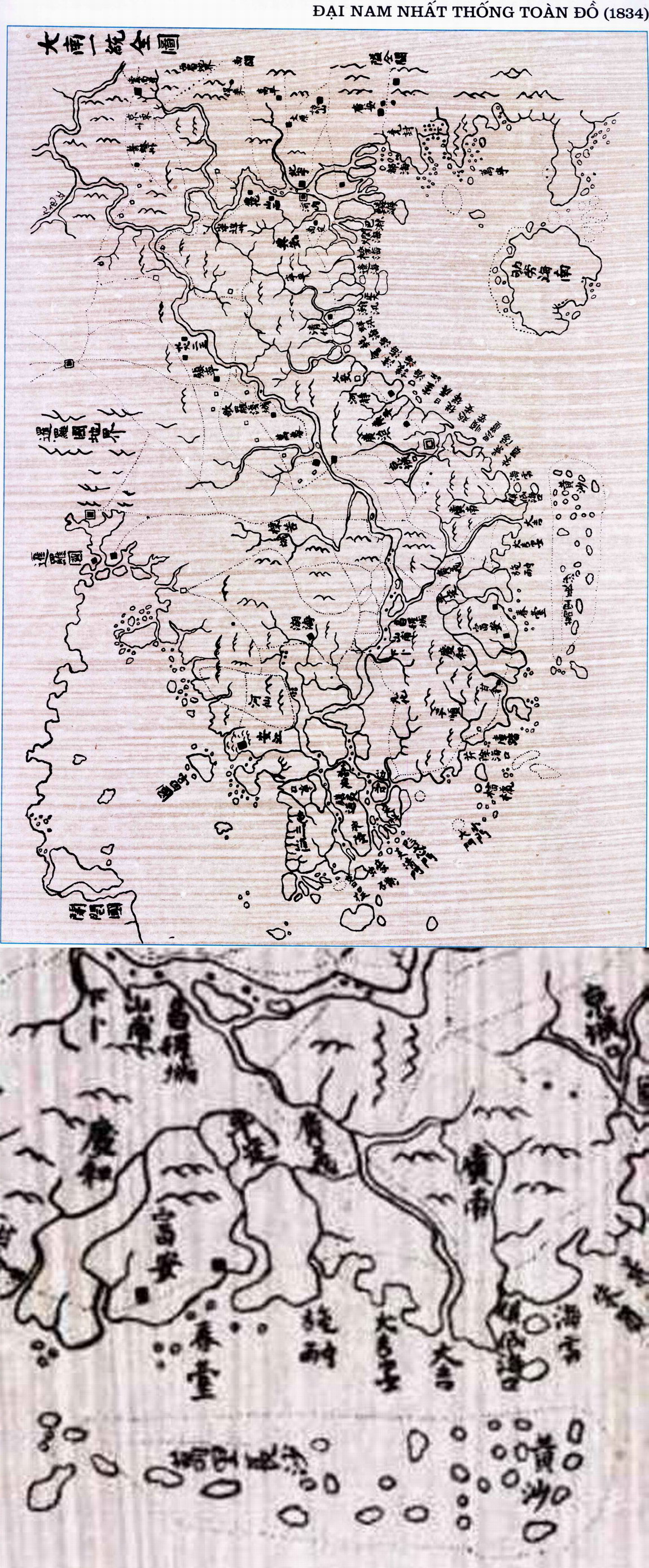
Hình trên là Đại Nam nhất thống toàn đồ (năm 1834-1840), hình dưới là phóng to hình ảnh Hoàng Sa.
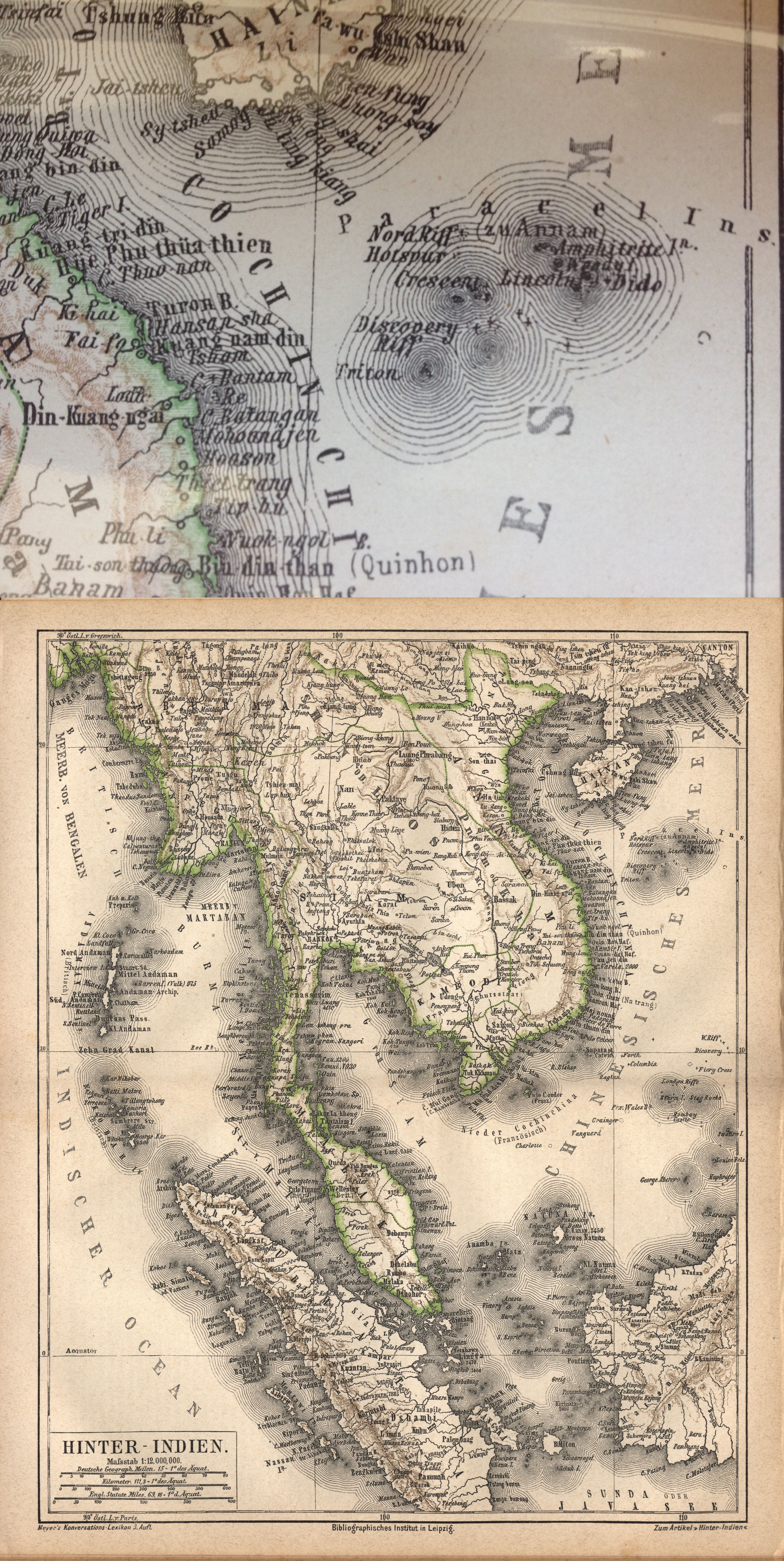
Hoàng Sa được mô tả là một phần của An Nam trên bản đồ Hinter-Indien của Đức năm 1880.
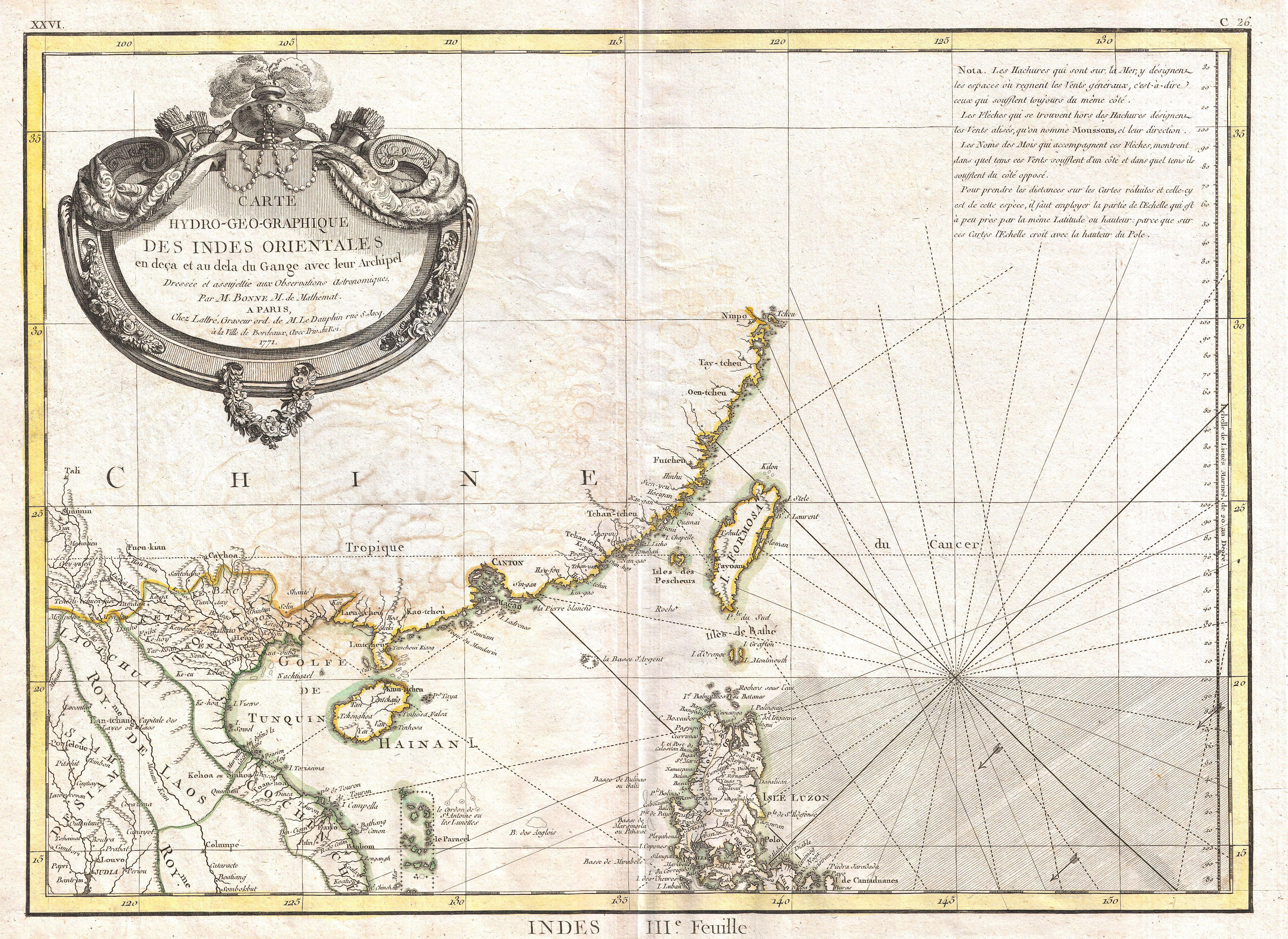
Bản đồ Biển Đông do một nhà địa lý người Pháp vẽ năm 1771. Quần đảo Hoàng Sa không liệt vào đất liền Trung Quốc mà nằm trong lãnh thổ của An Nam.